# Mochlonyx triangularis
Mochlonyx triangularis is een muggensoort uit de familie van de pluimmuggen (Chaoboridae). De wetenschappelijke naam van de soort is voor het eerst geldig gepubliceerd in 1982 door Klink.